# Лихтенштедт, Иеремия Рудольф
Лихтенште́дт (Лихтеншта́дт) Иереми́я (Джереми́я) Рудо́льф (нем. Lichtenstädt Jeremias Rudolph) (20 мая (26 мая) 1792, Грос-Герау, земля Гессен (Германия)— 4 декабря 1849, Бреслау, Силезия, (Германия)) — один из первых в России детских врачей. 
- член-корреспондент Московской медико-хирургической академии (1835);
- член-корреспондент Императорской Санкт-Петербургской Академии Наук (1835);
- академик Германской Академии естествоиспытателей «Леопольдина» (1821);
- автор одного из первых в России научного исследования о причинах детской смертности и путях её снижения (1834).

## Биография
Родился будущий педиатр в семье мелкого судебного чиновника. После окончания гимназии, в 1811 году он поступил в Берлинский университет. Годы учёбы на медицинском факультете пришлись на период оккупации Берлина наполеоновской армией. 4 марта 1813 года студент Лихтенштедт оказался свидетелем триумфального освобождения города русской армией.
Возможно, эти впечатления в последующем повлияли на выбор службы России. В 1815 году Иеремия Рудольф окончил университет успешной защитой диссертации на звание доктора медицины: «De studiorum humaniorum cum medicina nexu» (Исследования в области взаимодействия человека с медициной).
Получив диплом, И. Р. Лихтенштедт начал врачебную деятельность сначала в Берлине, но уже в апреле следующего года продолжил её России, где организовал частную медикохирургическую практику в Санкт-Петербурге. С первых лет своей трудовой активности он зарекомендовал себя высокоэрудированным и умелым специалистом, который особенно выделялся знанием физиологии и навыками в лечении детей. В России в те годы понятия педиатрии ещё не существовало, но в современных германских архивах И. Р. Лихтенштедта числят не иначе, как педиатром.
В 1817 году И. Р. Лихтенштедт оказался одним из главных инициаторов создания в России первого общественного объединения врачей, получившего название «Немецкое врачебное общество в Санкт-Петербурге» (Der deutsche ärzliche Verein in St. Petersburg). Первое заседание общества состоялось уже 21 января 1819 года.
Успехи И. Р. Лихтенштедта в России не остались незамеченными у него на родине. В 1819 году его избрали сверхштатным приват-доцентом, а в 1823 году почётным профессором медицины и хирургии института хирургии при университете в Бреслау. 28 ноября 1821 года за работы в области животного магнетизма И. Р. Лихтенштедту была оказана честь стать академиком Германской академии естествоиспытателей «Леопольдина».
6 мая 1833 года по инициативе коллеги И. Р. Лихтенштедта, главного доктора Санкт-Петербургского Воспитательного дома Ф. Ф. фон Деппа Императорским Вольным экономическим обществом впервые в государстве был объявлен конкурс на исследование, посвященное установлению причин высокой детской смертности в России и путях преодоления этого зла. Из 84 работ, представленных на суд комиссии к 1 марта 1834 года, первая премия (2000 рублей и золотая медаль) была присуждена И. Р. Лихтенштедту за сочинение «О причинах большой смертности детей на 1-м году жизни и мерах к ее отвращению».
На большом статистическом материале он показал, что высокий уровень детской смертности в России, который в 1831 — 1833 годах составлял более 220 на 1000 родившихся живыми, существенно не отличался от аналогичного показателя в других странах Европы. Прежде всего И. Р. Лихтенштедт указал на социально-экономические причины высокого уровня этого показателя, что было справедливо для крестьянства, но не объясняло того факта, что детская смертность в привилегированных сословиях была столь же высока. Кроме того, большие недостатки  И. Р. Лихтенштедт обнаружил в организации родовспоможения, особенно в сельской местности.
В своих рекомендациях он указывал на необходимость улучшения подготовки повивальных бабок и увеличения их числа путём открытия помимо столицы и крупных городов повивальных школ во всех без исключения губерниях. В год, когда в России (да практически и во всей Европе) ещё не существовало детских больниц (первая в империи была открыта в Санкт-Петербурге в декабре того самого 1834 года), автор обосновал их острую необходимость, причём не только в крупных городах, но и в уездных. Весьма доказательно И. Р. Лихтенштедт выступил против кормиличного промысла. Одной из причин детской смертности в аристократических семьях он видел в распространённом в России вскармливании грудных детей не материнским молоком.
Кроме того, И. Р. Лихтенштедт писал о необходимости принятия ряда государственных законов, направленных на охрану материнства и младенчества, а также предложил массово издавать популярные книги о правильном воспитании и вскармливании детей. К сожалению, большинство пунктов плана И. Р. Лихтенштедтом по борьбе с детской смертностью так и не было реализовано.
И. Р. Лихтенштедт оказался автором многих научных работ, большая часть которых была выполнена им в Санкт-Петербурге. Однако, написанные на немецком языке и опубликованные в Германии, они практически не были известны российским врачам. Так, две его работы, посвященные анализу эпидемиологии и терапевтических подходов при холере, были написаны на материале эпидемий холеры в Санкт-Петербурге 1829 – 1830 и 1830 – 1831 годов, но увидели свет они в Берлине. Лишь отдельные их экземпляры оказались в России.
В 1835 году И. Р. Лихтенштедт был избран членом-корреспондентом сначала Московской медико-хирургической академии, а затем Императорской (Санкт-Петербургской) академии наук, где  в составе  физического отделения возглавил кафедру практической медицины.
Помимо интенсивной врачебной и научной деятельности, И. Р. Лихтенштедт  нёс обширную общественную нагрузку. Все эти годы он активно работал в составе Немецкого врачебного общества в Санкт-Петербурге, секретарём которого был избран в 1844 году. С 1835 года он стал членом Петербургского фармацевтического общества. К тому же в 1844 году И. Р. Лихтенштедт был принят в состав Императорского Вольного экономического общества.
Все годы работы в России И. Р. Лихтенштедт не оставлял своей профессорской деятельности в института хирургии при Бреславском университете. На 58 году жизни он скоропостижно скончался во время очередной поездки в Бреслау.

## Семья
Жена: София ур. Вурст (нем. Sophie Würst).

## Отдельные печатные работы
- Lichtenstädt J. R. De studiorum humaniorum cum medicina nexu.. — Berlin, 1815.
- Lichtenstädt J. R. Untersuchungen über den thierischen Magnetismus.. — СПб., 1816. — 62 с.
- Lichtenstädt J. R. Nonnulla De Medicaminum Abusu : Dissertatio Quam Adsentiente Gratioso Medicorum Ordine In Alma Viadrina-Vratislaviensi Pro Licentia Docendi Rite Adipiscenda Die XIII. Octobris A. MDCCCXIX. Publice Defendet / Jer. Rudolph Lichtenstaedt, Medicinae Et Chirurgiae Doctor, Respondente Johan. Ant. Wentzky, Med. Cand. [Hrsg.].. — Breslau, 1819. — 74 с.
- Lichtenstädt J. R. Erfahrungen auf dem Gebiete des Lebens-Magnetismus / Jeremias Rudolf Lichtenstädt. Nebst e. Vorw. von Wolfart.. — Berlin: Sander, 1819.
- Lichtenstädt J. R. Erfahrungen auf dem Gebiete des Lebens-Magnetismus.. — Berlin: Sander, 1819.
- Lichtenstädt J. R. Über den vernünftigen Gebrauch und die zweckmäßige Pflege der Augen / F. L. de Lafontaine. J. R. Lichtenstädt. [Hrsg.].. — Breslau: Korn, 1824. — 74 с.
- Lichtenstädt J. R. Über die Bedingungen eines erfolgreichen Studiums an der medicinisch-chirurgischen Lehranstalt zu Breslau.. — Vratislaviae: Max, 1826.
- Lichtenstädt J. R. Platon's Lehren auf dem Gebiete der Naturforschung und der Heilkunde : Nach den Quellen bearbeitet / von Dr. J.R. Lichtenstädt, Professor der Medicin an der Universität und an der chirurgischen Lehranstalt zu Breslau, praktischem Arzte, und Mitgliede der Kaiserl. Leopold. Akademie der Naturforscher und einiger anderer gelehrten Gesellschaften.. — Leipzig: bei C.H.F. Hartmann, 1826.
- Lichtenstädt J. R. Materiae medicae universae secundum characteres naturales et therapeuticos divisae prospectus.. — Breslau, 1828.
- Lichtenstädt J. R. Baktschisaraj zur Zeit der Cholera, 1830 / von Peter v. Koeppen. Nebst e. Vorw. d. Dr. Lichtenstädt.. — СПб., 1831. — 111 с.
- Lichtenstädt J. R. Rathschläge an das Publikum zur Verhütung und Heilung der herrschenden asiatischen Cholera / J. R. Lichtenstädt.. — Berlin: Haude & Spener, 1831. — 29 с.
- Lichtenstädt J. R. Die asiatische Cholera in Russland in den Jahren 1829 und 1830 : nach russischen amtlichen Quellen bearbeitet. Nebst einer Karte.. — Berlin: Haude & Spener, 1831. — 218 с.
- Lichtenstädt J. R. Die asiatische Cholera in Russland in den Jahren 1829 und 1830 [und] (1830 und 1831) : [Nach russischen amtlichen Quellen (Aktenstücken und Berichten sowie nach eignen Erfahrungen.) ; Nebst 1 Kt. u. 1 Tab.. — Berlin: Haude & Spener, 1831-32. — 8 с.
- Lichtenstädt J. R. Fortgesetzte Erfahrungen über die asiatische Cholera während ihrer Herrschaft zu St. Petersburg im Sommer 1831.. — Berlin: Haude & Spener, 1832. — 97 с.
- Lichtenstädt J. R. Mittheilungen über die Cholera-Epidemie in St. Petersburg im Sommer 1831 / von praktischen Ärzten daselbst unter Redaktion der Herrn Doktoren Lichtenstädt und Seidlitz herausgegeben.. — Berlin: Brieff ; Trautwein, 1832. — 321 с.
- Lichtenstädt J. R. Die asiatische Cholera in Russland in den Jahren 1830 und 1831 : nach russischen Aktenstücken und Berichten sowie nach eigenen Erfahrungen ; nebst einer Tabelle.. — Berlin: Haude & Spener, 1832. — 390 с.
- Lichtenstädt J. R. Ueber die Ursachen der großen Sterblichkeit der Kinder des ersten Lebensjahres und über die diesem Uebel entgegenzustellenden Maaßregeln : nebst zwei Tabellen : Eine gekrönte Preisschrift.. — СПб.: Eggers, 1837. — 111 с.

## Награды
- Орден Святой Анны 3-й ст. (1831)